# 光化門広場
光化門広場（こうかもんひろば、朝鮮語: 광화문광장、クァンファムングァンジャン）は、大韓民国ソウル特別市の光化門の南側に設けられた広場である。
世宗大路の車道16車線のうち6車線が閉鎖され、1年3か月の工事ののち、2009年8月1日公園として一般開放された。北は光化門から南は世宗大路と鐘路との交差点まで557メートル、東西34メートルにおよぶ。イベント開催時には交通規制により最大で東西100メートルまで拡張され、大規模な市民集会の会場となることもある。
集会の場所として人気はダントツであり、集会申告の受付日となる1か月前には、申告優先権を得ようと数日前から管轄の警察署で順番待ちが行われることがある。
2022年8月6日にリニューアルオープンし、約２倍ほど拡張された。また2023年には、広場の北に歴史公園と呼ばれる公園が整備予定である。
世宗大王像、忠武公李舜臣像、蓮池、噴水、「歴史水路」、獬豸像、地階の展示場・売店などが置かれている。